# 毛髪クリニックリーブ21
株式会社毛髪クリニックリーブ21（もうはつクリニック リーブにじゅういち）は、大阪府大阪市中央区に拠点を置く日本の頭髪に関するサービス業者である。

## 概要
リーブ21と略されることが多い。リーブ21（Reve-21）という社名は復活するという意味の“Revive”と21世紀に由来している。ブランドステートメントを“Good Days for Your Life”としている。
社名に"クリニック"を付しているが、医療機関ではなくサービス業者である。従って、各種サービスもその範囲に限られている。
全国各地にO.C（オペレーション・センター）と呼ぶ店舗展開を行っている。

## サービス
「自分の髪を生やす」とした発毛促進・脱毛予防目的の施術・カウンセリングを主なサービスとしているが、医療機関ではないため、治療するものではない。
そのため、効果には個人差があり、成果は保障していない。これに対応するため、一部のコースでは返金制度を設けている。

### 「発毛」の定義
リーブ21では、施術前後の写真を比較し、脱毛部位にあきらかに黒い髪が生えている、または、あきらかに毛量の増加が客観的に認められることと定義している。一方「脱毛」については、男性型脱毛症、円形脱毛症などよく知られている脱毛症のいずれに対処するものかを明確にしていない。
O.Cで受けられる施術サービスには次のものがある。また、自宅向けのケア用品の販売も行っている。
- シャンプー
- イントロライザー
- ビームライザー
- バイオトーニング
- ダイナウェーブ

### コース
リーブ21では、次のような施術する期間や自宅でのケアの有無、返金保証の有無により、異なる数種類のコースを用意している。症状や目的にあったコースをカウンセラーと相談の上で選択できる。
- 発毛実感コース
- 抜け毛対策コース
- 発毛コース
- 予防コース
- ホームコース
- 全額保証コース
- 天使の愛発毛支援コース
- ビジターコース
- ステップコース

## 沿革
- 1976年8月 - 大阪府八尾市で創業
- 1993年3月 - 第1号岡山O.Cがオープン
- 1993年11月 - 法人化に伴い、株式会社 毛髪クリニックリーブ21[注 1] 設立
- 1999年8月 - 低周波・高周波を用いた毛髪発毛育毛装置において特許取得
- 2006年1月 - 大阪府内の男性会社員（58）が、効果がほとんどなかったとして施術代や慰謝料など約830万円の損害賠償を求め訴訟
- 2006年7月 - 第100号O.Cがオープン
- 2007年9月 - 施術代の約9割の430万円の解決金を同社側が支払うことを条件に大阪地裁（平林慶一裁判官）で和解[2]
- 2009年10月 - 元支店長の女性が、高額な育毛トニックを不必要に売りつけていることなどを指摘した報告書を会社に提出し、社長あてに「上司に命じられ無理に会員の契約に走っている」などとメールを送ったところ、「オペレーター」への降格処分を通告され退職に追い込まれたとして1200万円を求め提訴[3]。

## 広報活動

### CM・広告
CMは、歌舞伎役者の18代目中村勘三郎をイメージキャラクターに起用した新CMを2012年3月23日より放映開始した。内容は実際にあった感動秘話100件のうちの9件を、スタッフ側の話をもとに構成したノンフィクションもので、勘三郎がストーリーテラーという設定で紹介している。過去には歌手・タレントの和田アキ子や代表取締役社長の岡村勝正、発毛日本一コンテストの優秀者、研究員、スタッフ、実際の利用者だったニットデザイナーの広瀬光治や、島田紳助（和田アキ子と共演）が出演した。他にも名高達男や松崎しげるなどの俳優・歌手・タレントを起用し、インパクトあるCM作りに力を入れている。2001年からCM末尾で使用されている「リーブ21」のサウンドロゴは和田アキ子が担当している。
テレビ朝日系列の『羽鳥慎一モーニングショー』では金曜日の提供スポンサーとなり、生放送中にスタジオからインフォマーシャルを放送、社長または社員が出演している。なお、社長自身が出演している生コマーシャルの中では、10年を超えているリーブ21の広告が一番長く生コマーシャルを放送している。また、社長が出演している一部のCMでは、ハイビジョン放送（地上デジタル放送のみ）を行っている。過去には和田による「ナヤミムヨオ」の歌「Everybody Shake」が使われていた時期もある。
2008年10月からは、岡村社長らが、顧客満足度100パーセントを目指す決意を語るCMが放映されている。2010年からは「遺伝子レベルの発毛研究に取り組んでいます」といったCMが放送されている。
不定期に発行される朝刊の折り込みチラシでは、成功者における施術前と施術後との写真を比較するなど、CMと合わせてインパクトのある広告作りに力を入れている。なお、髪についての豆知識や健康料理、O.C開店情報などの役立つ情報も掲載している。
また、創業25周年を迎えた2001年から毎年4月には発毛日本一コンテストを開催している。

### マスコット「パピラ」
マスコットキャラクターとしてCMやホームページなどに使われている、ロボットのようなキャラクターの名前は、「パピラ」である。パピラは、リーブ21のCMやホームページなどに登場する、CGにより作成されたバーチャルの球体形ロボットで、リーブ21のマスコットキャラクターである。
- 特徴
  - メタリックシルバーのボディで、中央部分に緑色のバックライト付カラー液晶画面が付いており、そこに表情を表示している。
  - 一時期、CMの最後に和田と共に現れることが多かった。但し、合成された電子音で、「今すぐ電話!」としか言わない。
  - 大きさは約40cm（なお、大きさは変化する）。
  - 重量は783.640g（これはリーブ21のフリーダイヤルの番号からきている）。
  - 上部にロッドアンテナが搭載されており、そこで通信を行う。アンテナを引くとシステムダウンする。
  - 手と足が付いている。
  - 自在に飛ぶ事が出来、空中で静止できる。

## 医学面からの批判
2010年からは「遺伝子レベルの発毛研究に取り組んでいます」といったCM を放送するなど、引き続き積極的な広告展開をする一方、日本皮膚科学会では、「育毛を掲げたヘアサロンの行き過ぎた行為、発毛に関する誇大な広告、人工毛植毛によるトラブル。医療者向けにまずエビデンス（医学的根拠）を提供したいと考えた」として、男性型脱毛症診療ガイドラインを策定している。同委員の板見智・大阪大大学院教授によると、「(ガイドラインで)対象とした成分や施術は科学的な検証材料があった。むしろこれに該当しなかった育毛剤や育毛サロンなどは科学的な根拠がないということ」などと指摘して育毛サロンを医学面から批判している。

## 提供番組
いずれも全国ネットのみを取り上げる。

### 現在の提供番組

#### テレビ朝日系列
- 羽鳥慎一モーニングショー（金曜、生CMのみ60秒）

### 過去の提供番組

#### 日本テレビ系列
- スーパーテレビ情報最前線
- 火曜サスペンス劇場→DRAMA COMPLEX→火曜ドラマゴールド
- 週刊オリラジ経済白書
- 1億人の大質問!?笑ってコラえて!
- 真相報道 バンキシャ!
- モクスペ
- 太田光の私が総理大臣になったら…秘書田中。
- サプライズ→SUPER SURPRISE
- ぐるナイ
- 秘密のケンミンSHOW極（読売テレビ制作）
- 火曜サプライズ
- ダウンタウンDX（読売テレビ制作）
- 笑点
- スッキリ
- ヒルナンデス!

#### TBS系列
- スーパーフライデー
- ぴったんこカン・カン
- ひるおび（隔日の『JNNニュース』）
- Nスタ
- 炎の体育会TV（2011年10月 - ）
- ブラマヨ衝撃ファイル 世界のコワ〜イ女たち（2011年4月 - ）
- アッコにおまかせ!（2011年10月 - ）
- 月曜ゴールデン（2012年4月 - 2013年9月）
- ニンゲン観察バラエティ モニタリング
- マツコの知らない世界

#### フジテレビ系列
- カスペ!
- 金曜プレステージ
- FNNスーパーニュース（隔日）
- とくダネ!（木曜日）
- めざましどようび

#### テレビ朝日系列
- 人気者でいこう（ABCテレビ制作）
- いきなり!黄金伝説。
- もしものシミュレーションバラエティー お試しかっ!
- 最終警告!たけしの本当は怖い家庭の医学→たけしの健康エンターテインメント!みんなの家庭の医学（ABCテレビ制作）
- モーニングバード!（2011年4月 - 、60秒・金曜日）
- ビートたけしのTVタックル
  - 同番組では競合するアートネイチャーもスポンサーになっており、前半もしくは後半のみのスポンサーとなっている。番組開始・終了時の提供クレジットで両社が同時に表示されることはなく、開始から30分くらいで画面左隅にスポンサー入れ替えのためのクレジットが出る。

#### テレビ東京系列
- TVチャンピオン
- 木曜洋画劇場
- ちょこっとイイコト 〜岡村ほんこん♥しあわせプロジェクト〜（2011年4月 - ）
- 和風総本家（テレビ大阪制作、2011年10月 - ）

#### BS朝日
- 賢者の選択